# Aleuropteryx umbrata
Aleuropteryx umbrata là một loài côn trùng trong họ Coniopterygidae thuộc bộ Neuroptera. Loài này được Zeleny miêu tả năm 1964.